# Alizée Dufraisse
 (janvier 2011).
Si vous disposez d'ouvrages ou d'articles de référence ou si vous connaissez des sites web de qualité traitant du thème abordé ici, merci de compléter l'article en donnant les références utiles à sa vérifiabilité et en les liant à la section « Notes et références ».
Alizée Dufraisse, née le 13 juin 1987 à Pessac en France et résidant à Aix-en-Provence, est une grimpeuse et perchiste française. Elle fait partie des quelques femmes à avoir gravi des voies cotées 9a.

## Biographie
Grimpeuse depuis l'âge de sept ans, elle atteint le niveau 8a en 2003. 
Elle s'intéresse également à d'autres sports, dont le saut à la perche : en 2008, elle est médaillée d'or au championnat de France espoirs, avec un record le 5 juin 2008 à 4,35 mètres
De retour à l'escalade, elle vise les championnats du monde 2011.

## Palmarès
- Médaillée d'or  au championnat du monde cadette à Veliko Tarnovo (Bulgarie) en 2003[5]
- 3e à la Coupe du Monde Imst en 2003
- 2de au Bloc Master de Grenoble en septembre 2003
- 1re au Arco Rock Master en épreuve de Bloc en 2009
- Médaillée de bronze  au championnat de l'Union européenne, à Imst en Autriche[Article 3]
- En 2010, elle est 8e au classement national en épreuve de difficultés[6].

## Compétitions
| Place | Championnat                                                      | Organisateur | Pays         | Lieu              | Date       |  |
| ----- | ---------------------------------------------------------------- | ------------ | ------------ | ----------------- | ---------- |  |
| 1     | Championnat du monde de la jeunesse                              | U18          | Bulgarie     | Veliko Tarnovo    | 19/09/2003 |  |
| 1     | Événement international de difficulté - (L + B + S) - ROCKMASTER | IFSC         | Italie       | Arco              | 05/09/2009 |  |
| 2     | Événement international de bloc - Masters Boulder                | IFSC         | France       | Grenoble          | 29/08/2003 |  |
| 2     | Événement international de difficulté - (L + B + S) - ROCKMASTER | IFSC         | Italie       | Arco              | 27/09/2003 |  |
| 3     | Coupe du monde de difficulté (L)                                 | IFSC         | Autriche     | Imst              | 21/08/2009 |  |
| 3     | Championnat d'Europe de difficulté                               | IFSC         | Autriche     | Imst / Innsbruck  | 14/09/2010 |  |
| 4     | Championnat du monde Juniors                                     | UIAA         | Royaume-Uni  | Édimbourg         | 10/09/2004 |  |
| 5     | Coupe du monde de difficulté (L)                                 | IFSC         | Belgique     | Puurs             | 24/09/2010 |  |
| 6     | Coupe du monde de bloc                                           | IFSC         | Pays-Bas     | Eindhoven         | 12/06/2009 |  |
| 6     | Coupe du monde de difficulté (L)                                 | IFSC         | Espagne      | Barcelone         | 08/08/2009 |  |
| 6     | Événement international de difficulté - (L + B + S) - ROCKMASTER | IFSC         | Italie       | Arco              | 16/07/2010 |  |
| 7     | Coupe du monde                                                   | UIAA         | Italie       | Fiera di Primiero | 18/06/2004 |  |
| 8     | Coupe du monde de difficulté                                     | UIAA         | France       | Valence           | 31/10/2003 |  |
| 8     | Coupe du monde de difficulté (L + S)                             | IFSC         | France       | Chamonix          | 12/07/2010 |  |
| 9     | Coupe du monde                                                   | UIAA         | Royaume-Uni  | Édimbourg         | 04/12/2003 |  |
| 12    | Coupe du monde de difficulté (L + S)                             | IFSC         | Chine        | Xining            | 20/08/2010 |  |
| 13    | Coupe du monde de difficulté (L)                                 | IFSC         | Slovénie     | Kranj             | 14/11/2009 |  |
| 14    | Événement international de difficulté                            | IFSC         | France       | Serre Chevalier   | 18/07/2003 |  |
| 14    | Coupe du Monde                                                   | UIAA         | Royaume-Uni  | Birmingham        | 02/04/2004 |  |
| 14    | Coupe du monde de difficulté (L)                                 | IFSC         | Tchéquie     | Brno              | 06/11/2009 |  |
| 14    | Coupe du monde de difficulté (L + S)                             | IFSC         | Corée du Sud | Chuncheon         | 28/08/2010 |  |
| 16    | Coupe du monde                                                   | UIAA         | Allemagne    | Erlangen          | 16/04/2004 |  |
| 16    | Coupe du monde de difficulté (S + L)                             | IFSC         | France       | Chamonix          | 12/07/2009 |  |
| 17    | Événement international de difficulté – Open                     | IFSC         | France       | Briançon          | 29/07/2010 |  |
| 18    | Coupe du monde de bloc                                           | IFSC         | Suisse       | Greifensee        | 14/05/2010 |  |
| 18    | Coupe du monde de difficulté (L)                                 | IFSC         | Slovénie     | Kranj             | 13/11/2010 |  |
| 19    | Coupe du monde                                                   | UIAA         | France       | L'Argentière      | 25/07/2003 |  |
| 25    | Coupe du monde de bloc                                           | IFSC         | Autriche     | Vienne            | 29/05/2009 |  |
| 26    | Coupe du monde de difficulté                                     | UIAA         | France       | Chamonix          | 12/07/2004 |  |
| 37    | Coupe du monde de bloc                                           | IFSC         | Autriche     | Vienne            | 28/05/2010 |  |

## Performances notables
| Date       | Voie           | Site               | Roche    | Pays    | Cotation | Note                    |
| ---------- | -------------- | ------------------ | -------- | ------- | -------- | ----------------------- |
| 21/07/2009 | Dures limites  | Céüse              | Calcaire | France  | 8c       |                         |
| 28/07/2010 | L'arcademicien | Céüse              | Calcaire | France  | 8c       | [ vidéo 2 ]             |
| xx/08/2003 | Le cadre       | Les Gorges du Tarn | Calcaire | France  | 8b/8b+   |                         |
| xx/03/2012 | Ramadan        | Siuranella Nord    | -        | Espagne | 8b       | Son premier 8b à vue    |
| 23/01/2012 | La Reina Mora  | Siurana            | Calcaire | Espagne | 9a       | 1ère ascension féminine |
| 13/04/2017 | Estado Critico | Siurana            | Calcaire | Espagne | 9a       | 1ère ascension féminine |

### Articles
1. ↑  Un article de la Sportiva sur le saut à la perche
2. ↑  Interview 2011 d'escalade mag
3. ↑  Championnat d'Europe 2010 Article de la FFME
4. ↑  Le site de Digital Rock
5. ↑  Interview du Kairn, la référence pour l'escalade[réf. nécessaire]

### Vidéos
1. ↑  Alizée DUFRAISSE à 4m35 lors de la soirée de PESSAC
2. ↑  Un 8c d'Alizée le 07/2010